# Amin Nouri
Amin Nouri est un footballeur norvégien d'origine marocaine, né le 10 janvier 1990 à Oslo. Il évolue au poste de défenseur.

## Biographie
Il joue quatre matchs en Ligue Europa avec le club du Vålerenga IF.
En janvier 2019, il est prêté au club belge du KV Ostende.